# هوت (صاروخ)
هوت وبالإنجليزية (HOT)هو صاروخ فرنسي المانى موجه مضاد للدروع...دخل حيز التنفيذ والإنتاج والخدمة خلال
السبعينات...يمثل إحداهم طرازات الجيل العالمي الراهن من الصواريخ الموجهة المضادة للدروع، ومن الفئة الأوسع انتشارا في العالم....وينتمى إلى فئة الصواريخ المضادة للدروع الثقيلة والبعيدة المدى ويتم قذفه من مختلف أنواع طائرات الهيليكوبتر شأنه كصواريخ(هل فاير-مافريك)
- المقاييس والقدرات الادائية:

.الطول :1.27 م
.وزن الإطلاق:23 كجم
.الرأس الحربى:شديد الانفجار خارق للدروع
.السرعة القصوى:240 م
.المدى الأقصى الفعال:4000 م
.القدرة على اختراق الدروع:800 مل